# Oskar Anwand
Oskar P. Wilhelm Anwand (Breslau, ma Wrocław, Lengyelország, 1872. július 16. - Berlin, 1946. május 15.) német író, főleg  életrajzi és történelmi regények szerzője, művészetkritikus

## Élete
Apja a malomtulajdonos Albert Anwand és Emma Dietrich fia volt. Középiskolai tanulmányait szülővárosában végezte, ezután ugyanott, majd Münchenben és Lipcsében folytatott egyetemi tanulmányokat. 1897-ben Münchenben doktorált Jakob Michael Reinhold Lenz költészetéről szóló disszertációjával. 1907-ben feleségül vette Clara Ostlert. 1907 és 1915 között a berlini Bong & Co. kiadó főszerkesztője volt. A berlinben megjelent Moderne Kunst című havi képes folyóirat szerkesztőjeként is tevékenykedett.

## Munkái
- Beiträge zum Studium der Gedichte von J. M. R. Lenz. Dissertation München 1897.
- Strindberg. Essay. Ullstein, Berlin 1924.
- Das deutsche Morgenrot. Ein Arndt- und Stein-Roman. R. Bong, Berlin 1927.
- Am Urquell der Sprache. Vom Tierlaut zur klassischen Dichtung. R. Bong, Berlin, 1927.
- Die Primadonna Friedrichs des Grossen. Roman.  R. Bong, Berlin 1930. Neuauflage: Berlin-Story-Verlag, Berlin 2011.
- Karl Maria von Weber.  Ein Leben für deutsche Kunst Roman. R. Bong, Berlin 1934.
- mit Christian Morgenstern: Oswald Hahnenkamm : Komödie in 4 Akten. Zinnen-Verlag, Wien 1942.
- Hofbesuch. Novelle um Carl Maria von Weber. Zinnen-Verlag, München 1943.

szerkesztőként:
- Ernst Moritz Arndt. Ein deutsches Schicksal. Aus seinen biographischen Schriften: Erinnerungen aus dem äußeren Leben und Wanderungen und Wandelungen mit dem Freiherrn von Stein. Volksverband der Bücherfreunde, Berlin 1924.

## Fordítás
- Ez a szócikk részben vagy egészben  az   Oskar Anwand című német Wikipédia-szócikk ezen változatának fordításán alapul.  Az eredeti cikk szerkesztőit annak laptörténete sorolja fel. Ez a jelzés csupán a megfogalmazás eredetét és a szerzői jogokat jelzi, nem szolgál a cikkben szereplő információk forrásmegjelöléseként.